# Ferme générale
De Ferme générale was een instelling in Frankrijk tijdens het ancien régime om indirecte belastingen en douanerechten te innen. Elke zes jaar werd het innen van deze belastingen verpacht. De belastingpachters stonden in voor de inning en betaalden jaarlijks een vast bedrag aan inkomsten door aan de schatkist. Het systeem werd in 1681 ingesteld door minister Jean-Baptiste Colbert en werd afgeschaft na de Franse Revolutie.
Het verpachten van belastingen was in Frankrijk al in de middeleeuwen ontstaan. De pachters stonden in voor het innen van de belastingen en voor het vervolgen van smokkelaars. Het smokkelen gebeurde niet enkel aan de buitengrenzen van Frankrijk. Frankrijk was een lappendeken van gebieden met verschillende belastingregimes. Colbert, minister onder Lodewijk XIV, probeerde het systeem te vereenvoudigen door de instelling van de Ferme générale. Hierin werd een groot deel van de fermiers, belastingpachters, gegroepeerd onder leiding van een contrôleur général. Onder Lodewijk XV kreeg het systeem in 1726 ongeveer zijn definitieve vorm. De Ferme générale groepeerde 40 fermiers généraux die gevestigd waren in Parijs. Er waren 42 provinciale directies en de totale organisatie had 20.000 tot 25.000 personen in dienst. 
De voornaamste belasting geïnd door de Ferme générale was de gabelle of zoutaccijns. Zout was een essentieel product voor het bewaren van voedingswaren en de belasting op zout was de voornaamste inkomstenbron van de Franse schatkist. Het tarief van de gabelle verschilde sterk van provincie tot provincie en zoutsmokkelaars werden vervolgd door agenten van de Ferme générale. Vanaf 1747 kwam ook de belasting op tabak onder de Ferme générale. De Ferme générale zorgde voor ongeveer een derde van de staatsinkomsten.

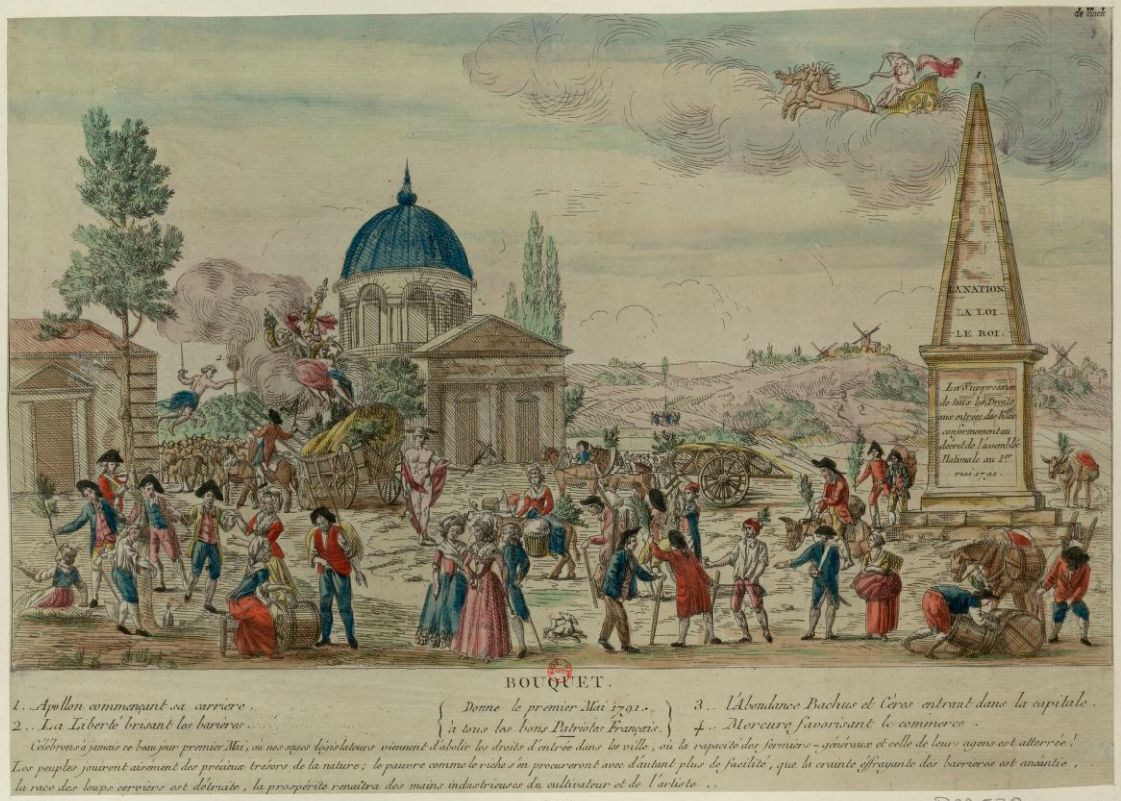
La liberté brisant les barrières, feest in 1791 na de afschaffing van de belastingen aan de poorten van Parijs

De agenten van de Ferme générale werden vaak gerekruteerd in het leger. De fermiers généraux waren meestal afkomstig uit de hogere burgerij. Bij de toewijzing elke zes jaar werd door de staat een voorschot op de jaarlijkse inkomsten gevraagd. Om dit voorschot te kunnen financieren, ontstond het systeem van de croupes. Croupiers waren financiers die het benodigde voorschot van een fermier financierden en als het ware aandeelhouder werden. Zij ontvingen in ruil een afgesproken deel van de opbrengst van de belasting. Naast de croupes bestonden er ook pensions. Dit was een vast deel van de belastinginkomsten dat door de kroon vergeven werd aan bepaalde personen.
In 1780 probeerde minister Jacques Necker het systeem te hervormen en croupes en pensions af te schaffen. Hij bracht het aantal fermiers généraux, dat was opgelopen tot 60, terug tot 40.
Het systeem van de Ferme générale riep grote weerstand op. Al waren er controlemechanismen ingebouwd (de zesjaarlijkse toekenning, controles van bovenaf, tussen fermiers en door croupiers), toch was de Fermier générale een systeem van verrijking geworden. Vlak voor de Franse Revolutie bracht de zoutbelasting jaarlijks 120 miljoen pond op, waarvan maar 40 miljoen pond in de schatkist terecht kwam. De belastingontvangers en hun methodes waren gehaat. De muur die de belastingpachters om Parijs hadden gebouwd om aan de poorten de belasting op producten te innen, was een doorn in het oog van de bevolking van Parijs. Na de Franse Revolutie werd het systeem van de Ferme générale afgeschaft.